# Siri von Essen
Sigrid Sofia Matilda Elisabet von Essen (Porvoo, 17 augustus 1850 - Helsinki, 21 april 1912) was een Fins-Zweedse actrice.

## Biografie
Von Essen werd in Finland geboren, waar ze de eerste dertien jaar van haar leven woonde. Von Essen werd thuis door een Franse gouvernante opgeleid. In 1863 verhuisde ze samen met haar ouders naar Stockholm. Daar ontmoette ze Carl Gustaf Wrangel en ze besloot met hem te trouwen. Het huwelijk duurde slechts vier jaar omdat von Essen wilde werken als actrice. Na de scheiding nam Von Essen acteerlessen. In 1875 leerde ze August Strindberg kennen en ze trouwde met hem in 1877. In 1888 begonnen Strindberg en von Essen een theater in Denemarken, maar het werkte niet. In 1884 beschuldigde Strinderg von Essen ervan een lesbische relatie te hebben. In 1891 volgde de scheiding.
Von Essen verhuisde met haar kinderen terug naar Finland, waar ze voor zichzelf en hen zorgde. Von Essen stierf in 1912 aan een beroerte. 

## Werken of Boeken[1]
- 17 augustus 1908: Laura Fitinghoff, Literatur tegen Schundliteratur
- 17 augustus 1995: De mord aan John Hron bewegt Zweden